# Autumn (banda)
Autumn é uma banda de gothic metal e progressive metal dos Países Baixos formada em 1995.

## Integrantes

### Formação atual
- Marjan Welman - vocalista
- Jan Munnik - teclado
- Jan Grijpstra - bateria
- Mats van der Valk - guitarra
- Jens van der Valk - guitarra e apoio vocal
- Jerome Vrielink - baixo

### Integrantes anteriores
- Bert Ferweda - guitarra
- Hildebrand van de Woude - bateria
- Jeroen Bakker - guitarra
- Welmoed Veersma - vocal
- Menno Terpstra - teclado
- Jasper Koenders - guitarra
- Meindert Sterk - Baixo
- Nienke de Jong - vocal

## Discografia
- When Lust Evokes the Curse (2002), Pink Records/Sony Music
- Summer's End (2004), The Electric Co./Universal Music
- My New Time (2007), Metal Blade Records
- Altitude (2009), Metal Blade Records
- Cold Comfort (2011), Metal Blade Records[2]
- Stacking Smoke (2019), Painted Bass Records